# Yekaterina Petujova
Yekaterina Ilínichna Petujova –en ruso, Екатерина Ильинична Петухова– (Moscú, 16 de junio de 1996) es una deportista rusa que compitió en saltos de plataforma.
Ganó dos medallas de oro en el Campeonato Europeo de Natación, en los años 2014 y 2015.

## Palmarés internacional
| Campeonato Europeo | Campeonato Europeo | Campeonato Europeo | Campeonato Europeo     |
| Año                | Lugar              | Medalla            | Prueba                 |
| ------------------ | ------------------ | ------------------ | ---------------------- |
| 2014               | Berlín (Alemania)  | Medalla de oro     | Plataforma 10 m sincro |
| 2015               | Rostock (Alemania) | Medalla de oro     | Plataforma 10 m sincro |